# (134860) 2000 OJ67
(134860) 2000 OJ67 est un objet transneptunien faisant partie des cubewanos.

## Caractéristiques
(134860) 2000 OJ67 mesure environ 138 km de diamètre, il possède un satellite nommé S/2003 (134860) 1 qui serait à peine plus petit.

## Orbite
L'orbite de 2000 OJ67 possède un demi-grand axe de 43,015 ua et une période orbitale d'environ 282 ans. Son périhélie l'amène à 42,169 ua du Soleil et son aphélie l'en éloigne de 43,862 ua. Il s'agit d'un cubewano.

## Découverte
(134860) 2000 OJ67 a été découvert le 29 juillet 2000.